# Schwertmacherhaus
Das Schwertmacherhaus ist ein Fachwerkgebäude am Marktplatz der oberfränkischen Stadt Weismain mit der Adresse Am Markt 13. Die älteste Bausubstanz stammt aus dem frühen 17. Jahrhundert. Es gilt als das Stammhaus der wohlhabenden Weismainer Bürgerfamilie der Schwertmacher. Unter der Nummer D-4-78-176-10 ist das Haus als Baudenkmal durch das Bayerische Landesamt für Denkmalpflege geschützt. In dem Haus befindet sich der Gasthof Zur Krone.

## Geschichte
Errichtet wurde das Haus im Auftrag von Wolf Schwertmacher (* 1538, † 1633) im Jahr 1611. Es hat einen massiven Sockel mit Fachwerkaufbau. Im 18. Jahrhundert wurde das Obergeschoss erneuert und mit einem Satteldach versehen. Das Haus diente fortan als Amtshaus des Weismainer Vogts. Als Gasthaus wird es seit 1807 genutzt. Im 19. Jahrhundert wurde das ehemalige Satteldach als Halbwalmdach umgebaut. Lorenz Pregler gründete im Jahr 1868 als Gastwirt in dem Haus die heutige Brauerei Püls. Die Biersorte „Krone Pils“ erhielt diesen Namen zur Erinnerung an die Gründung der Brauerei im Gasthof Zur Krone.

## Architektur
Das Gebäude hat ein massives Erdgeschoss aus Sandstein mit verputzter Fassade und profilierten Tür- und Fensterrahmen. Darüber befinden sich ein Obergeschoss und ein Dachgeschoss mit einfachem, klar gegliedertem Fachwerk. Die Hölzer sind braun gestrichen; die Felder ausgemauert und weiß verputzt. Die Fensterrahmen sind profiliert und in dunklem Grün gehalten. Das Dach zur Straße hin ist ein Pfettendach mit Halbwalm.

## Sonstiges
Ein Wappenstein des Wolf Schwertmacher befindet sich im Weismainer Rathaus. Er trägt das Stadtwappen von Weismain sowie in den unteren beiden Ecken das Wappen von Wolf Schwertmacher und das Familienwappen der Bürgerfamilie Schönfelder, evtl. seiner Gattin zuzuordnen. Der Stein mit der Jahreszahl 1611 befand sich ursprünglich vermutlich an der Fassade des Schwertmacherhauses.